# Nanortalik Kommune
Nanortalik Kommune var grønlands sydligste kommune, beliggende i Vestgrønland og opkaldt efter dens hovedby Nanortalik. Den blev en del af Kujalleq Kommune den 1. januar 2009, en af fire nydannede kommuner.
Kommunen dækkede et areal på omkring 15.000 km2 og i området bor der ca. 2680 indbyggere.

## Byer og bygder i Nanortalik Kommune
- Nanortalik
- Aappilattoq
- Narsamijit (da.: Frederiksdal, også kendt som Narsaq Kujalleq)
- Tasiusaq
- Qorlortorsuaq (vandfald med vandkraftstation)
- Ammassivik (da.: Sletten)
- Alluitsup Paa (da.: Sydprøven)

60°N 44°V / 60°N 44°V